# Wojciech Jan z Kłecka
Wojciech Jan z Kłecka (Albertus Johannes de Cleczsko) – żył na przełomie XIV i XV wieku, duchowny, notariusz publiczny, prokurator w konsystorzu gnieźnieńskim.

## Życiorys
Urodził się w Kłecku pod koniec XIV wieku. Po 1414 r. ukończył Akademię Krakowską. W 1419 r. toczył spór o altarię w katedrze gnieźnieńskiej. Rok później był już notariuszem publicznym. W latach 1424–1426 był prokuratorem w konsystorzu gnieźnieńskim. Pierwszy raz w literaturze naukowej opisany przez prof. Antoniego Gąsiorowskiego.